# Jeff Kemp
Jeffrey Allan Kemp (Santa Ana, 11 luglio 1959) è un ex giocatore di football americano statunitense che ha giocato nel ruolo di quarterback nella National Football League (NFL). All'università ha giocato a football al Darmouth College.

## Carriera professionistica
Dopo non essere stato scelto nel Draft NFL, Kemp firmò coi Los Angeles Rams nel 1981. Nel 1984 guidò i Rams con 13 passaggi da touchdown ai playoff. Passato ai San Francisco 49ers nel 1986 al posto dell'infortunato Joe Montana lanciò 11 passaggi da touchdown. La stagione successiva passò ai Seattle Seahawks. Dopo aver disputato una gara come titolare sia nel 1987 e 1988, nel 1989 non disputò alcuna partita. Nel 1991, con l'infortunio del quarterback titolare Dave Krieg, Kemp partì come titolare in 5 partite. Chiuse la carriera disputando il finale di stagione 1991 coi Philadelphia Eagles.

## Statistiche
| Yard passate  | 6.230 |
| Touchdown     | 39    |
| Intercetti    | 40    |
| Passer rating | 70,0  |